# Serrat de la Torregassa
|  | Aquest article tracta sobre aquest topònim del municipi d'Olius. Vegeu-ne altres significats a «Torregassa (desambiguació)». |

El Serrat de la Torregassa és una muntanya de 921 metres que es troba al municipi d'Olius, a la comarca del Solsonès.